# Bernadets-Dessus

Bernadets-Dessus este o comună în departamentul Hautes-Pyrénées din sudul Franței. În 2009 avea o populație de 143 de locuitori.

## Evoluția populației
| An        | 1975 | 1982 | 1990 | 1999 | 2006 | 2009 |
| --------- | ---- | ---- | ---- | ---- | ---- | ---- |
| Populație | 185  | 173  | 159  | 155  | 136  | 143  |